# 마상원
마상원(馬尙遠, 1573년 ~ ?)은 조선의 문신이다. 본관은 목천(木川). 자는 이중(而重). 호는 팔해(八垓). 개성(開城) 출신이다.
조부는 후릉참봉(厚陵參奉)을 지낸 괴당(槐堂) 마희상(馬羲祥)이고, 숙조부는 죽계(竹溪) 마희경(馬羲慶)이며, 아버지는 성균진사(成均進士) 마여룡(馬汝龍)이다.
1606년(선조 39) 34세의 나이로 증광시(增廣試) 진사(進士)에 2등 1위로 합격하였다.
당시 문장(文章)이 뛰어나 동방문사(東方文士)의 칭호를 받은 차천로(車天輅), 차운로(車雲輅) 형제와 함께 '양차일마(兩車一馬)'로 불렸다.

## 문학 작품
- 영회(咏懷) - 회포를 읊다[3]

浮世百年內 (부세백년내) / 뜬세상 백년 안쪽인데,
此生能幾何 (차생능기하) / 이 삶이 얼마나 가리오.
中宵彈鋏處 (중소탄협처) / 제 나라 풍환은 밤중에 칼을 퉁기며 불평했으나,
萬事一長歌 (만사일장가) / 세상만사 한바탕의 노래에 지나지 않는 것을.

## 가족
- 조부 : 후릉참봉(厚陵參奉) 마희상(馬羲祥)
- 숙조부 : 북부참봉(北部參奉) 마희경(馬羲慶, 1525년 ~ 1589년)
  - 백부 : 마석룡(馬奭龍)
  - 아버지 : 성균진사(成均進士) 마여룡(馬汝龍, 1550년 ~ ?)
    - 아들 : 마정린(馬挺麟)
      - 손자 : 성균관전적(成均館典籍) 마현겸(馬玄謙, 1631년 ~ ?)